# Pantauco
Pantauco (en griego antiguo: Πάνταυχος, Pántauchos; fl. siglo IV-III a. C.) fue un militar macedonio de la Antigüedad. Hijo de Nicolás de Aloro (y probablemente hermano de Aminta), fue un trierarca macedonio de la flota de Nearco y general durante el breve reinado de Demetrio I entre el 294 y el 288 a. C.
Estaba considerado el jefe militar más valiente y el de mayor fuerza física del ejército de Demetrio. Cuando este decidió invadir Etolia, el rey Pirro de Epiro decidió hacerle frente con su ejército. Sin embargo, los dos ejércitos siguieron direcciones distintas y por ello no se encontraron. Esto le permitió a Demetrio talar el territorio del Epiro; había dejado gran parte de sus fuerzas en Etolia a las órdenes de Pantauco.
Pirro dirigió a su ejército contra Pantauco. El choque fue de notable intensidad y dureza y ambos jefes mostraron valentía y audacia. Pantauco desafió a Pirro a combate singular. Empezaron a luchar con lanzas y después pasaron a las espadas. Los dos eran hábiles: Pantauco golpeó una vez al rey epirota, pero este a su vez hirió a su enemigo en el muslo y en el cuello. El general macedonio tuvo que huir, ayudado por sus compañeros.
La legendaria valentía de Pirro y su habilidad en el combate resultaron cruciales para la batalla: los epirotas, inspirados en su ejemplo, desbarataron la falange enemiga. Varios macedonios murieron al tratar de escapar de la derrota y los epirotas hicieron unos cinco mil cautivos.